# Stenocnemis pachystigma
Stenocnemis pachystigma – gatunek ważki z rodziny pióronogowatych (Platycnemididae); jedyny przedstawiciel rodzaju Stenocnemis. Występuje w zachodniej części Afryki – został stwierdzony w Kamerunie, Kongu, Gabonie i Nigerii.